# Seututie 167
Pour les articles homonymes, voir Route 167.
La route régionale 167 (finnois : Seututie 167) est une route régionale allant de Lahti jusqu'à Koskenkylä à Loviisa en Finlande,,.

## Présentation
La seututie 167 est une route régionale de Päijät-Häme et d'Uusimaa.

## Parcours
- Lahti
  - Renkomäki
  - Orimattila
  - Pasina
  - Pennala
  - Virenoja
  - Pakaa
  - Kylmäsuo
- Myrskylä
  - Hallila
  - Manoir de Malmgård
- Loviisa
  - Koskenkylä, Pernaja